# 柏山氏
柏山氏（かしやまし）は、日本の氏族の一つ。葛西氏に仕え陸奥胆沢郡を支配した一族が著名である。

## 概要
出自は葛西氏の一族で奥州合戦の際に出陣した葛西清重と共に下向し土着したとも、そもそも奥州藤原氏に仕えていた土着の豪族とも言われ、はっきりしてはいない。戦国時代初期には力をつけ葛西氏とは次第に独自の立場で行動するようになった。柏山明吉の代に起きた伊達氏の天文の乱の際は伊達晴宗に味方し、主家をしのぐ勢威を誇ったが、明吉の子の明国・明宗との間で家督争いが起き弱体化した。これは柏山氏だけでなく主家の葛西氏の混乱・弱体化も同時に招き、1590年、奥州仕置によりともに改易の憂き目を見ることとなる。葛西大崎一揆の際の動静は諸説あるが、一説には一族の折居明久が一揆の総帥として活躍したとされる。明宗の子の明助は南部氏に仕え重用されたが、一説にはのちに疎まれ毒殺されたと言われ、まもなく柏山氏の家名は断絶した。

## 一族の人物
- 小山明長
- 折居明久

## 参考
- 太田亮「国立国会図書館デジタルコレクション 柏山　カシヤマ　カシハヤマ」『姓氏家系大辞典』 第1、上田萬年、三上参次監修、姓氏家系大辞典刊行会、1934年、1480-1481頁。 NCID BN05000207。OCLC 673726070。全国書誌番号:47004572。